# April Kepner
April Kepner es un personaje ficticio de la serie de televisión Grey's Anatomy, interpretado por Sarah Drew. Fue un personaje recurrente en la sexta temporada, antes de ser promovida como regular en la séptima temporada. Fue presentada en el episodio "Invasión" como exresidente del Hospital Mercy West quién se une al personal del Seattle Grace Mercy West después que los dos hospitales se fusionan. Como puntos fuertes, es inteligente, trabajadora, profunda y decidida; mientras que también es considerada vulnerable, insegura, sensible y profundamente religiosa. April es especialista en cirugía de trauma.  
Durante un tiempo, se convirtió en Jefa de Cirugía General Interina, sustituyendo a Meredith Grey, ya que ésta fue suspendida.  
En el final de la temporada 14, el personaje contrae matrimonio con el bombero Matthew Taylor y renuncia finalmente al hospital para dedicarse al servicio de los más necesitados, marcando así un aparente punto final para la Dra. April Kepner en la historia de Grey's Anatomy. 
Sin embargo, April regresa para el décimo cuarto capítulo de la temporada 17 donde, tras discutir con Jackson acerca del deseo de éste de mudarse a Boston para reorganizar la Fundación Catherine Fox, ella confiesa haberse separado de Matthew y estar dispuesta a empezar una nueva vida con él y su hija en otra ciudad.

## Vida

### Primeros años
Gran parte de su vida se revela en el episodio "Death and All His Friends". Mientras es cautiva a punta de pistola por Gary Clark, ella le cuenta sobre su vida en un intento de convencerlo para que no dispare, una técnica que ella dice que aprendió mirando Oprah. Nació el 23 de abril y creció en Columbus, Ohio. Su madre Karen, es profesora, y su padre Joe, es un productor de maíz. Es la segunda de cuatro hijas; sus hermanas son Libby, Kimmy y Alice. Sus compañeras de su escuela médica y posteriormente compañeras en el internado en el Mercy West fueron Reed Adamson y Mirriamps. Eso se supo porque lo mencionó en el episodio 18 de la temporada 12 , aunque no dio más detalles de quién y dónde está la tal Mirriamps.

## Sexta temporada
April es una residente de cirugía del Hospital Mercy West, y se une al Seattle Grace después de la fusión entre los dos hospitales, en el episodio, "Invasion". En el mismo episodio, ella es vista que se fija en Lexie, quién, al encontrarla molesta, lee su diario, en el que April escribe todos sus sentimientos, lo que indica qué insegura es April. Lexie utiliza su diario para poner nerviosa a April, sin embargo, luego se disculpa con ella al decir que a pesar de que la odia, ella no debería leer su diario porque es personal. 
April es despedida en el episodio "I Saw what I Saw", por el Jefe Webber después que ella comete un error y eso lleva a la muerte del paciente. Sin embargo, es contratada nuevamente por Derek Shepherd en el episodio "State of Love and Trust" después que Shepherd se convierte en el nuevo Jefe de Cirugía. En el episodio "Valentine's Day Massacre", se revela que ella prefiere hacerle mandados a Derek ya que no está confiada en realizar cirugías. Shepherd insiste que ella asista en un procedimiento de cirugía, y a pesar de que el paciente muere, ella gana su confianza. En el episodio, "Sympathy for the Parents", se revela que April está enamorada de Derek. En el final de la sexta temporada, ella descubre el cuerpo de su mejor amiga, la Dra. Reed Adamson, a quien le dispararón y fue asesinada. Luego se cruza con el tirador, Gary Clark, quién la deja ir después que ella le cuenta sobre su vida, diciendo: "Mi nombre es April Kepner. Tengo veintiocho años. Nací el 23 de abril en Ohio. Soy de Columbus, Ohio. Umm, mi madre es una profesora y mi padre es un productor de maíz. Maíz. Maíz. Él hace maíz. Sus nombres son Karen y Joe. Tengo tres hermanas. Libby es la mayor. Soy la siguiente, luego está Kimmy y Alice. No he hecho nada todavía. No he hecho nada. Apenas he vivido. Todo lo que he hecho es ganar ferias de ciencias e ir a la escuela de medicina. No terminé todavía. No terminé todavía. Nadie me ha amado y, por favor. Por favor. ¡Soy la hija de alguien! Soy la hermana de alguien. Soy una persona. Soy una persona." Luego, llorando, le cuenta a Yang que ella hizo esto al recordar una técnica que dice que aprendió de Oprah. Mientras Cristina Yang opera a Derek, ella espera con Meredith Grey en la sala de lavado. Cuando le disparan a Owen Hunt, ella ayuda a Meredith a tratar su herida de bala.

## Séptima temporada
Tras el tiroteo, April y Jackson Avery se mudan con Meredith, quién también vive con Derek, Lexie y Alex Karev. Ella es una de los primeros cirujanos que tiene una mente limpia tras el tiroteo. April y Meredith se hacen más amigas en la séptima temporada, haciendo que Lexie tenga celos, quien llega a decir que April es molesta. Sin embargo, Lexie luego se disculpa por su comportamiento.
En el episodio, "Superfreak", April revela que es virgen porque quiere que la primera vez que tenga sexo sea especial, y porque los chicos la encuentran molesta. Los otros residentes se burlan de ella, pero ella les dice que no son nadie para juzgarla, ya que ella no los juzga, diciendo: "¡Todos tenemos cosas que no queremos hablar!". April es promovida, junto con muchos de sus compañeros, a asistir a una cirugía por día pero lucha con un caso cardiotorácico. Luego muestra potencial como cirujano de trauma al comandar una ambulancia para transportar "pacientes" enfermos durante un simulacro de trauma. En el mismo episodio, muestra que tiene sentimientos por Alex. En el siguiente episodio, Alex casi hace que April pierda su virginidad cuando intenta acostarse con ella después que ella le dice que él merece saber que ella sabe que él es quién ayudó a salvar la vida de una chica, y que ella le contará al Jefe. Alex, sin embargo, estalla cuando ella le pide que tome las cosas con calma, ya que sería su primera vez. Cuando Jackson se entera de esto, él ataca a Karev. 
En "Slow Night, So Long", April ayuda a Miranda Bailey estando borracha, y Bailey le dice que: "Alex Karev no es el chico con el que quieres tener un viaje inaugural", indicando que Bailey sabe sobre ellos, y sobre la virginidad de April. Bailey también le dice a April que ella es la Dra. Bailey, y que siempre sabe todo. En la mañana, Bailey le pide a April que no mencione su comportamiento a nadie. En el mismo episodio, se muestra que April no sigue enojada con Alex. En otro episodio, el jefe Webber le dice a Miranda Bailey que no use Twitter para hablar sobre sus cirugías, pero April insiste que Bailey todavía lo utiliza ya que muchas personas cuentan con ella. En "Golden Hour", ella se niega a ayudar a Alex a falsificar su firma en documentos. En el mismo episodio, Callie Torres encuentra la voz de April muy "alegre" y quiere que ella hable con una voz diferente. Sin embargo, Callie luego le dice que su voz está bien. 
En el episodio, "Not Responsible", April está de acuerdo en salir con el Dr. Robert Stark, creyendo que tiene un lado bueno. En el siguiente episodio, "This Is How We Do It", April parece estar enferma de ver a Jackson y Lexie besándose en todos lados de la casa, preguntándoles: "¿Hay algún lugar en que no lo hacen?". Luego, durante la fiesta para la bebé de Callie, todos los residentes se burlan de ella y Stark, diciendo que ella perderá su virginidad con él en la siguiente cita, lo que el Dr. Stark propuso que sea en su casa (para ver una película). En el mismo episodio, ella habla con Stark que, a pesar de que a ella le gusta pasar el rato con él, ella lo considera sólo un amigo. El Dr. Stark tiene el corazón roto al oír esto, diciendo que él nunca quiso ser sólo amigos con ella. Ella termina mirando la película sola en el sofá, después de hacer que Lexie y Jackson se vayan a besar a su cuarto. En "It's A Long Way Back", ella intenta hablar con Stark en varias ocasiones, pero él se niega a hablar con ella, o le habla con rudeza. Finalmente, April le dice que las personas han estado hablando sobre él, y están diciendo cosas buenas, y que él se lo merece. Stark, sin embargo, la rechaza una vez más. En el episodio "White Wedding", April enfrenta a Stark por su actitud hacia ella, diciendo que él le prometió tratarla bien, de la misma manera que los otros residentes. Él le asegura que él la está tratando de la misma manera que los otros. Cuando Stark ve a April cocinando una papilla especial para uno de los huérfanos de África, él le da a ella una crítica positiva al Dr. Hunt sobre ella, quién es una de las personas en decidir al próximo Jefe de Residentes para el hospital. En el episodio "I Will Survive", April impresiona a Owen al tener una idea de una lista mientras trata a los pacientes. Sin embargo, April descubre que Cristina Yang rompió el protocolo al racionalizar la lista. Cuando ella enfrenta a Cristina por esto, Cristina le dice que sí ella coopera con ella, Cristina le dirá cosas buenas de ella a Owen. Sin embargo, Cristina descubre que April contó sobre lo que hizo a Teddy Altman y Richard Webber.
Mientras están en una cirugía juntas, April le dice a Cristina que ella sabe que las personas piensan que las reglas son quisquillosas y molestas y las personas que las hacen parecen quisquillosas y molestas, pero las reglas están por una razón. Cristina luego le dice que April nunca será Jefe de Residentes. En el mismo episodio, April se acerca a Cristina en el bar, y dice que ella sabe que probablemente no sea la Jefa, pero que su lista funciona, y también dice que a ella le preocupa las reglas tanto que una vez mató a una mujer como resultado de perder un simple paso. En el final de temporada, se le concedió el cargo de Jefe de Residentes.

## Octava temporada
En el primer y segundo episodio de la octava temporada, se muestra la primera semana de April como jefa de Residentes. Sus colegas médicos no la escuchan, y no la toman en serio. Para hacer que todos los residentes de quinto año les vaya bien, Bailey les asigna un "Gunther". Arizona apuesta dinero en April Kepner. Sin embargo, Jackson sale como el Gunther, y April le dice que no era más su asistente eficiente, y que no posee cualidades de liderazgo. 
En el tercer episodio, titulado, "Take The Lead", April trata de asignar a sus compañeros residentes a que enseñen a los internos en el laboratorio, pero se niegan a trabajar de acuerdo a su horario, y por otra parte, se acomodan en su oficina. Ella muestra su desprecio cuando Meredith sugiere que quien realice la peor cirugía solo debería ser dado el trabajo del laboratorio por un mes.
En el mismo episodio, ella renuncia a su primera cirugía en solitario para asistir a Alex en la suya, debido a la falta de un interno. Ella intenta hacer que Alex hable con su paciente, pero Alex se niega y actúa de mala manera. Alex le dice que no es más su trabajo - su trabajo es salvar el paciente. April se da cuenta de que Alex está nervioso e intenta aplacarlo. Cuando la cirugía no es eficaz a pesar de todos los esfuerzos de Alex, ella se ofrece como voluntaria para el paciente, pero Alex dice que él lo hará. Ella le dice: "Hiciste todo lo que pudiste - realmente. Él no podrá entender eso, pero yo sí, y tu también deberías." 
Luego, los residentes del quinto año en la oficina de April celebran su primer cirugía en solitario y deciden quién perdió. Jackson sugiere que Alex perdió, ya que él metió la pata en una resección intestinal. April defiende a Alex señalando que Jackson nunca hizo su cirugía, así que él debería ser el perdedor. En la recta final, pierde la virginidad con su amigo Avery, suspende el examen de medicina y es despedida.

## Novena temporada
Tras ser despedida por Owen, este mismo viaja hasta la granja en la que ahora trabaja para ofrecerle un puesto, de nuevo, en el hospital. Volvió a trabajar y se volvió a acostar con su amigo Jackson Avery. Tuvo un retraso y se lo dijo a Jackson, él se hizo ilusiones y deciden romper. Unos meses después empieza a salir con un para médico llamado Matthew, virgen, y quería ser virgen hasta el matrimonio, como ella,; April decidió mentirle y decirle que era virgen. Cuando ella se decidió a contarle la verdad, Matthew se enfadó con ella, pero luego se reconcilian y Matthew le pide matrimonio delante de Jackson, pero April está hecha un lío porque se acercó a Jackson y quiere a Matthew pero no sabía a quien elegir si Jackson o Matthew.
En el episodio final Jackson trata de sacar a una niña de un autobús porque está a punto de explotar, cuando el camión explota April cree que Jackson murió y corre pero Matthew la sostiene dándose cuenta de que aun tiene sentimientos hacia Jackson. Jackson sale con la niña de las llamas con algunas quemaduras, Callie cura a Jackson y April llega a golpearlo por haber expuesto su vida y la sacan de la sala. Cuando Jackson descansa llega April y le confiesa que sigue enamorado de él, el le dice "te vas a casar" y ella le dice "no lo hare si me das una razón para no hacerlo".

## Décima temporada
Posteriormente se ve en la temporada la organización de la boda, en el capítulo 12 Get up, stand up se da la boda de April pero en último momento Jackson recuerda las palabras de Mark y le dice que la ama. en el capítulo 13 Take It Back se ve cómo escapan juntos el día de la boda y se casan sin que sus compañeros del hospital se den cuenta.
Después de tan bochornoso incidente el hospital prohíbe las relaciones entre doctores y residentes a menos que estos estén casados o tengan una relación desde antes de que sea puesta una queja sobre acoso laboral, por esta nueva medida Jackson y April son encontrados en el cuarto de suministros juntos y son llevados a la junta para recibir el respectivo llamado de atención, en esta ellos confiesan que se casaron a escondidas así que no están incumpliendo las normas. Todos quedan asombrados.
Después de unos días la madre de Avery llega al hospital reclamando a Jackson lo que había sucedido y habla sobre firmar un documento en el cual April deba renunciar a la fortuna de los Avery un acuerdo postmatrimonial, al cual ella no se niega, tras esto Katherine habla sobre los hijos, cuando lleguen, bajo qué creencias serán educados y los deberes que tienen por llevar el apellido Avery. Después de la visita de Katherine, April y Jackson tienen discusiones de cómo educarán a sus hijos y desatan su primera gran pelea como esposos ya que la fe de Jackson está basada solo en la medicina y por el contrario April es profundamente religiosa. Esto lleva a que April se vaya a casa de Callie y Arizona a pasar unos días mientras piensa que hacer con su matrimonio, tras unos días Jackson le pide perdón y le pide que vuelva a la casa que cuando llegue el momento de hablar sobre los hijos pues se hablara de nuevo sobre el tema, a lo que April le responde que ya es el momento porque está embarazada.

## Decimoprimera temporada
El bebé de April y Jackson es diagnosticado durante el embarazo con osteogénesis imperfecta tipo 2, y que el bebé no sobrevivirá mucho tiempo después del nacimiento. Jackson cree que el aborto es la mejor opción, sin embargo April prefiere dar a luz al bebé sabiendo que no va a vivir mucho tiempo. Se programaron una inducción para el día siguiente, en el comienzo de la cita se les pide que firmar el certificado de defunción de su bebé, lo que es muy difícil para la pareja de soportar. April no firma los papeles y vuelve al trabajo ese mismo día, rezando por un milagro, mientras que en el trabajo que tiene un corazón a corazón con una señora que perdió a su prometido la noche anterior. Ellos deciden dar a luz al bebé a través de la interrupción del embarazo a las 24 semanas de gestación, al que lo bautizan en ese momento. Ella dio a luz a Samuel Avery Norbert, y murió unas horas después del nacimiento. En las siguientes semanas después de la muerte de Samuel, April y Jackson les resulta difícil estar cerca entre sí y tener intimidad. Después de que April trata de seducir a Jackson en un armario de suministros, Jackson le pregunta si está seguro de que quiere ya que no pasó mucho desde la muerte de su hijo, lo que provocó el enojo de April. En el final de la temporada 11, April de decide irse con Owen Hunt durante 3 meses como un cirujano de trauma en el ejército, esto no fue del agrado de Jackson, pero de todas formas acepta el que se vaya. Durante los siguientes meses, April alarga su estancia en el ejército, esto tiene una tensión en su matrimonio. Jackson rara vez se puede comunicar con ella o hablarle por teléfono. El día de Navidad, después de ya haber estado fuera durante algún tiempo, April le dice a Jackson, durante una videollamada, que extiende su servicio militar por un periodo más. Jackson se enoja con April, pero la conversación es interrumpida por los sonidos de disparos y explosiones desde el campo base de April, terminando la llamada. Por su parte, Jackson no está seguro si su esposa está herida o si alguna vez se vuelve a casa. En el Día de San Valentín, April vuelve a al hospital Jackson, y se abrazan en el vestíbulo.
Al final de la temporada 11, April le dice a Jackson que quiere volver al ejército por tres meses más, pero Jackson le da un ultimátum, le dijo que si vuelve a irse él no la iba a esperar. En las últimas escenas de la temporada se la ve a April llorando y Arizona consolándola.

## Decimosegunda temporada
April vuelve de Jordania y nadie sabe que está separada de Jackson, al que se lo encuentra en las salas de descanso del hospital. En su primer día de vuelta en el hospital, Arizona se da cuenta de que April tiene erupciones en la espalda y April es aislada, ya que lo que tiene puede ser contagioso. En el final del día, Jackson vuelve y le dice a April que no tiene nada y discuten. Jackson le dice que no quiere nada con ella y April le dice que va a luchar por salvar su matrimonio. En los días siguientes, April no quiere irse a un hotel, lo que lleva a Jackson a irse de su casa, hospedándose en la casa de Ben Warren y Bailey. April le trae a Jackson , junto con un cirujano amigo de ella, el Dr. Nathan Riggs, a un niño para que Jackson lo operara, pero él al examinar al niño se da cuenta de que su condición era peor de lo que le había dicho April. Este se enoja con ella por ocultarle esto pero al final pudieron operarlo. Jackson al final le da las gracias por haberle traído al niño y los dos se terminan abrazando. Jackson le hace llegar los papeles de divorcio en la sala de urgencia, lo que provoca la ira de April, quienes terminan discutiendo afuera de la habitación en donde Meredith estaba internada, viéndolo todo. April y Jackson pasan por un proceso de divorcio iniciado por Jackson. La mañana antes de firmar los papeles del divorcio, April descubre que está embarazada. Ella se lo dice a Arizona pero se niega a hablarlo con Jackson, ya que no quiere que él esté con ella por el hecho de que ella esté esperando un hijo suyo. Arizona no cree que ocultárselo a Jackson sea una buena idea y aún más sabiendo que April no se quiere hacer los estudios para saber si su hijo tiene osteogénesis imperfecta, ya que ella decide tener fe en que su hijo va a estar bien. Arizona le confiesa a Jackson la verdad, momentos antes de que April entre en la habitación, con la intención de decírselo a Jackson. Esto provoca la ira de Jackson, que termina discutiendo acaloradamente con April frente a todo el hospital. 
Después de lo ocurrido, April ya no le habla a Arizona y la relación con Jackson es muy tensa. Cuando April se entera de que Catherine, la madre de Jackson va a la ciudad, ella se programa su día con muchas cirugías, con el fin de evitar encontrarla, pero en un breve descanso se encuentra con ella. Catherine le dice que la entiende y que ella hubiera hecho lo mismo, lo que hace que April baje la guardia y le cuente que se enteró de que está embarazada en mismo día que se divorció de su hijo. Al final del episodio, Catherine le dice a su hijo que ya tiene todas las pruebas que necesitaban, y le dice que ella le ocultó información antes de su divorcio y con eso podían demandarla por fraude y obtener la custodia completa de su futuro hijo. Después de que Catherine Avery convence a Jackson para luchar por la custodia total de su hijo no nacido, April se entera del plan para quitárselo, lo que lleva a April a poner una orden de restricción contra él. El abogado de los Avery pide toda la documentación de su matrimonio, cuando se lee a través de sus votos de boda, Jackson se da cuenta de que deben solucionar la situación de su hijo. Él y April deciden criar a su hijo o hija juntos como amigos. Las complicaciones surgen cuando April tiene contracciones, en la casa de Meredith y debe dar a luz allí mismo, ya que no pueden llegar al hospital, ella estaba con Ben Warren en ese momento y él le tiene que hacer una cesárea de urgencia, ya que el bebé estaba en peligro. Ella tuvo que sufrir un parto muy traumático, ya que no había instrumentos quirúrgico en la casa ni anestesia, y Ben tuvo que abrirla sin anestesia , lo que provocó que April se desmayara del dolor. Secuencias después April llega al Hospital, en estado crítico y junto a ella Ben con la hija de April en sus brazos. April es operada y se mantiene estable. En la última escena Jackson, con su hija en brazos, van a visitar a April a su habitación. y todos piensan que ella los traicionó al aceptar el trabajo de Grey.

## Decimotercera temporada
April está recuperándose en el hospital y la visita Catherine, y ella le pregunta cómo debe llamarla, y April le dice que querían un nombre fuerte, memorable, a lo que Catherine aduce que la bebé se llama como ella, y April le dice que con Jackson dijeron que solo debe haber una sola Catherine, y le dice que su nombre es Harriet, por "Tubman y también por la pequeña espía". Catherine, igual le dice que gusta " Harriet Avery", a lo que April le dice que quien le ha dicho que su apellido es Avery, lo que provoca una discusión entre ellas. La bebé termina llamándose, para la desilusión de Catherine, Harriet Kepner-Avery.
April está triste y se la pasa llorando porque por el estado en que se encuentra no puede cuidar a su hija y la extraña. Jackson le propone vivir juntos por un tiempo hasta que se mejore. Ella acepta. 
April vuelve a trabajar y tiempo después decide tener citas, lo que a Jackson hace como que no le importa, ya que son amigos.
April está en contra de que al Dr. Webber se le haya removido del cargo de Jefe del programa de Residentes, lo que hace que junto con los otros cirujanos boicoteen a la nueva Jefa de dicho programa, la Dra. Eliza Minnique. Después de que la Jefa de Cirugía, la Dra. Miranda Bailey suspendió a Grey como jefa de Cirugía General, esta llamó a April a su oficina. Tiempo después, un mail es enviado a los demás cirujanos, para informarles que ya se ha contratado a un jefe de Cirugía General temporal. Grey lee el nombre en el correo electrónico: April Kepner.

## Decimoséptima temporada
April confiesa haberse separado de Matthew y accede a mudarse a Boston con Jackson Avery y su hija Harriet con el fin de trabajar juntos en la fundación Catherine Fox.